# سیارک ۱۳۵۶۵
سیارک ۱۳۵۶۵ (به انگلیسی: 13565 Yotakanashi، نامگذاری:1992UZ5) سیزده هزار و پانصد و شصت و پنجمین سیارک کشف شده‌است که در ۲۸ اکتبر ۱۹۹۲ کشف شد.
قدر مطلق سیارک برابر ۴۰.۷ است.